# إيرني كيل
إيرني كيل هو سياسي أمريكي، ولد في 5 يوليو 1928 في مقاطعة بورليغ في الولايات المتحدة، وتوفي في 29 أبريل 2017 في لونغ بيتش في الولايات المتحدة بسبب سرطان.